# Цзяоцзы
Цзяоцзы (кит. трад. 餃子, упр. 饺子, пиньинь jiǎozi [t͡ɕi̯ɑʊ̯˧˥ d͡z̥z̩]), гёдза (яп. 餃子 гё̄дза [ɡʲo̞ːza̠]) или кёджа (кор. 교자) — блюдо китайской (изначально), а также японской и корейской кухни, одна из разновидностей пельменных изделий этого региона. Гёдза лепятся из теста с начинкой из мяса (чаще всего — свиного фарша) и овощей (чаще всего — капусты), реже — только из мяса.

## Название
Иероглиф кит. трад. 餃, упр. 饺, который используется при записи этого слова, был сравнительно поздно изобретен для выделения одного из значений морфемы 角 цзяо «рог, угол» в составе слова 角子 цзяоцзы «пельмени», «пельмени-углы», «пельмени треугольной формы».
Другое толкование слова: цзяоцзы означает смену чего-то, чередование, смену одного другим. Поэтому на рубеже («цзяо») старого и нового года 30 числа последнего месяца по лунному календарю, на рубеже («цзяо») между осенью и зимой в «лидун», наступает время есть «цзяоцзы».
Японское: гё̄дза скорее всего восходит к южноминьским языкам (синотибетской семьи): giaoda /caotɕa/ > *gyauza, нежели к севернокитайскому.

## Сервировка
Цзяоцзы могут иметь различную форму, подаются с соусом из уксуса, соевого соуса и измельчённого чеснока.